# Letiště Megido
Letiště Megido (v izraelské armádě známé jako Šachar 7; IATA: není, ICAO: LLMG) je izraelské letiště, nacházející se poblíž kibucu Megido a tři kilometry jihozápadně od Afuly v Jizre'elském údolí. V současné době slouží k obsluze soukromých a zemědělských letů. V minulosti sloužilo jako základna izraelského letectva, a to až do poloviny 80. let.
Dne 11. října 1989 do Izraele uprchl syrský pilot s letounem MiG-23MLD, který přistál na zdejším letišti. Letadlo poté putovalo do Leteckého testovacího centra izraelského letectva a v současnosti je k vidění v armádním leteckém muzeu na základně Chacerim.
V dubnu 2006 oznámila oblastní rada Jizre'elského údolí, že v Megidu bude vybudováno mezinárodní letiště. Nové letiště se má rozkládat na 400 tisících čtverečních metrech a jeho cena má dosáhnout 35 milionů dolarů. Podle oficiální zprávy má nové letiště zvýšit cestovní ruch v Jizre'elském údolí a přilehlých oblastech.
Letiště Megido je rovněž domovským letištěm izraelské letky hasičských letounů.